# Isabel Colegate
Isabel Diana Colegate (Lincolnshire, 10 settembre 1931 – 12 marzo 2023) è stata una scrittrice britannica, autrice nel 1980 del bestseller La battuta di caccia, diventato poi un celebre film diretto da Alan Bridges e interpretato, tra gli altri, da James Mason e John Gielgud.

## Biografia

### Formazione
Nata nel Lincolnshire, Gran Bretagna, Colegate era la più giovane di quattro figlie di Sir Arthur Colegate, imprenditore e deputato conservatore, e di Winifred Mary, ereditiera, figlia del baronetto  Sir William Worsley e vedova del capitano Francis Percy Campbell Pemberton, ucciso in azione nella seconda guerra mondiale.
Ha studiato alla Runton Hill School di Norfolk e fino al 2007 ha vissuto in un castello gotico-settecentesco nei pressi di Bath, nel Somerset. 

### Carriera
Nel 1952, Colegate, in collaborazione con Anthony Blond, fondò la casa editrice Anthony Blond (London) Ltd.
Il romanzo di Colegate The Shooting Party (1980), con cui la scrittrice ha ottenuto nel 1981 il  WH Smith Literary Award, è stato adattato come un film pluripremiato con lo stesso nome, realizzato nel 1985 da Castle Hill Productions Inc. Nel 2010, il romanzo è stato adattato per la radio dalla BBC.

### Morte
Colegate è morta il 12 marzo 2023, all'età di 91 anni.

## Vita privata
Nel 1953, Colegate sposò Michael Fenwick Briggs. La coppia aveva due figli, Barnaby e Joshua, e una figlia, Emily. Dal 1961 al 2007 hanno vissuto a Midford Castle vicino a Bath.

## Riconoscimenti
- WH Smith Literary Award per The Shooting Party, 1981
- Fellow of the Royal Society of Literature (FRSL), 1981
- Laura ad honorem dall'Università di Bath, 1988

## Opere
- The Blackmailer, 1958
- A Man of Power, 1960
- The Great Occasion, 1962
- Statues in a Garden, 1964
- Orlando King, 1968
- Orlando at the Brazen Threshold, 1971
- Agatha, 1973
- News from the City of the Sun, 1979
- The Shooting Party, 1980
- A Glimpse of Sion’s Glory, 1985
- Deceits of Time, 1988
- The Summer of the Royal Visit, 1991
- Winter Journey, 1995
- A Pelican in the Wilderness: Hermits, Solitaries, and Recluses, 2002